# Allium stocksianum
Allium stocksianum — вид рослин з родини амарилісових (Amaryllidaceae); поширений у Афганістані, Пакистані, Ірані.

## Опис
Цибулини яйцюваті, 1–2 см ушир. Стеблина 4–10 см завдовжки. Листків 3–4, ниткоподібні, голі, завширшки 0.5–1 мм, довші від стеблини. Зонтики 3–5 см упоперек, нещільні. Оцвітина вузько-дзвінчаста. Листочки оцвітини від рожевих до пурпурних, яйцюваті, 6–7 мм завдовжки, гострі.

## Поширення
Поширення: Афганістан, західний Пакистан, південно-східний Іран.